# Výpustka
Výpustka, výpustek nebo též trojtečka je interpunkční znaménko, které se používá pro označení vypuštěného slova nebo slov v textu, často na konci věty. Znak má podobu tří teček za sebou.

## Užití
Běžné vypuštění větného členu (elipsa) se v textu zpravidla nijak nevyznačuje. Trojtečka se často používá na konci věty nebo v místě odmlčení pro vyznačení aposiopese, nedokončené myšlenky; v takovém významu se neodděluje od předchozího textu mezerou (např. „Jestli si to nepřečteš, tak…“). Mezera se píše při použití v neúplných výčtech (např. „jedna, dva, tři, …, pět, … až deset“). V případě citací vyznačuje trojtečka umístěná buď samostatně nebo v závorkách místo, odkud byla vynechána slova či věty oproti originálnímu textu. Nejlepším způsobem je použití hranatých […] či kulatých (…) závorek, od okolního textu oddělených běžnou mezislovní mezerou. 

## Psaní výpustky na počítači
Výpustku správně zapisujeme speciálním znakem obsaženým v písmovém souboru („…“, kód Unicode U+2026), v krajním případě i třemi jednotlivými tečkami navzájem oddělenými zúženou mezerou). V některých textových editorech a procesorech ji lze zapsat i jako Ctrl + ..

### Windows
V operačním systému MS Windows lze výpustku zapsat kombinací Alt + 0133 (kód znaku v kódováních Windows-1250–1258).

### Linux
V operačním systému GNU/Linux lze výpustku jako Unicode znak napsat stiskem Ctrl + ⇧ Shift + U s následným napsáním Unicode kódu znaku, tj. 2026, a potvrzením mezerníkem. 
Také je možné využít klávesy Compose, v kombinaci Compose...

### Apple
V operačním systému macOS ji lze zapsat kombinací ⇧ Shift + ⌥ Opt + ů.